# Wriezen
Wriezen é um município da Alemanha, situado no distrito de Märkisch-Oderland, no estado de Brandemburgo. Tem 94,54 km² de área, e sua população em 2019 foi estimada em 7.174 habitantes.